# Para (fizika)
Para je plinovito stanje tvari koje su u normalnim uvjetima (na sobnoj temperaturi) ili krutina ili kapljevina. Para nastaje isparavanjem.
U fizici je para naziv za plin ispod kritične temperature, pa ga je moguće ukapljiti ili kondenzirati porastom tlaka.